# Eucalyptus leptopoda
Eucalyptus leptopoda är en myrtenväxtart som beskrevs av George Bentham. Eucalyptus leptopoda ingår i släktet Eucalyptus och familjen myrtenväxter. Inga underarter finns listade i Catalogue of Life.